# Voto de Santiago
Voto de Santiago es el nombre del compromiso que se adquirió por los monarcas cristianos de los reinos de Asturias, Galicia, León y Castilla por la victoria en la supuesta batalla de Clavijo, en la que el propio apóstol Santiago habría intervenido físicamente en su favor en un momento de particular peligro, cambiando la suerte que parecía decidida a favor de los musulmanes.

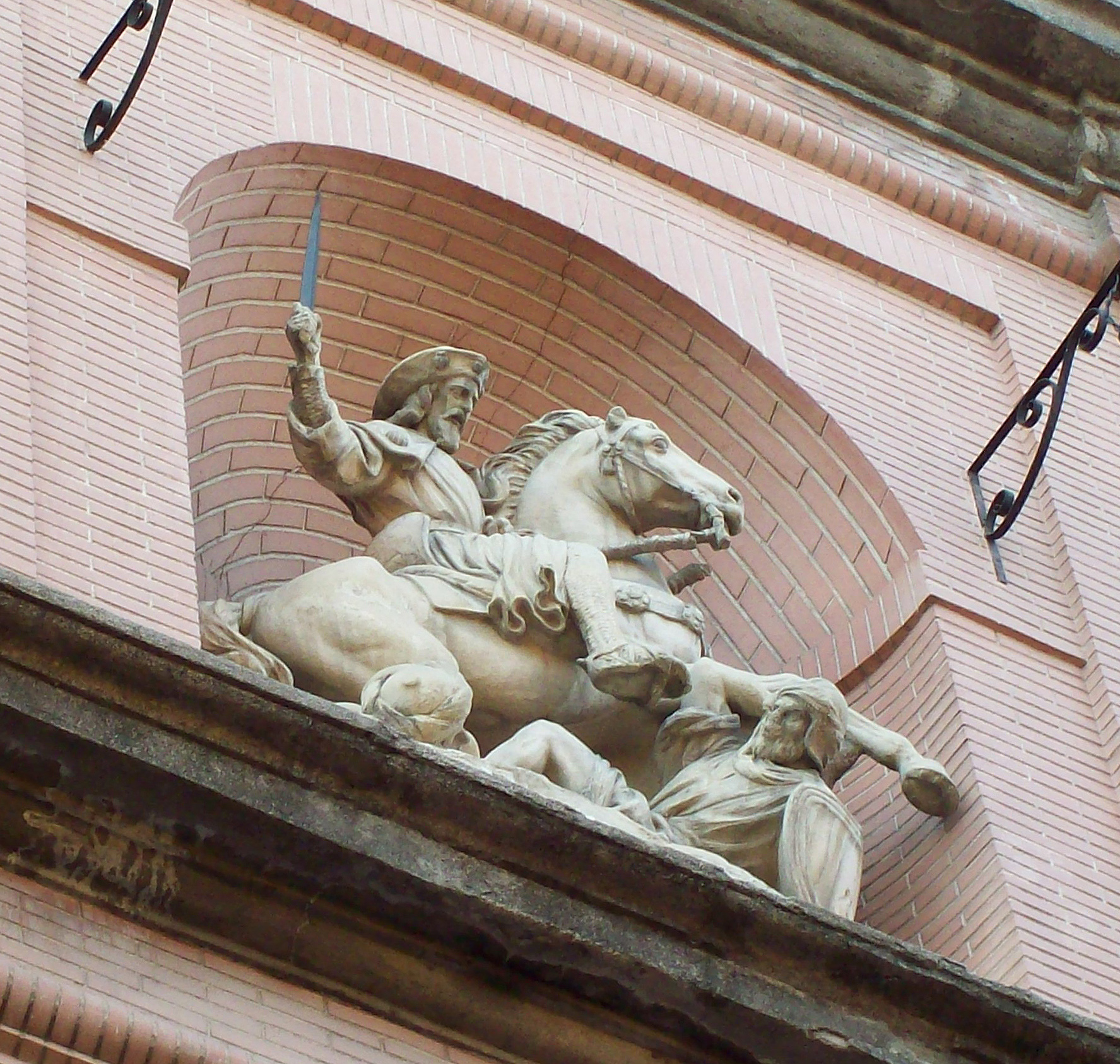
Escultura de Santiago Matamoros en el Convento de las Comendadoras de Santiago de Madrid

Las particulares circunstancias que rodean a la batalla, entre las que hay que añadir el que gracias a la victoria el reino asturiano dejó de pagar el anual tributo de las cien vírgenes al emirato de Córdoba, habrían motivado que el rey Ramiro I de Asturias, en Calahorra, hubiera concedido solemnemente el Voto de Santiago, con el que se ofrecería cada año a su iglesia de Santiago las primeras cosechas y vendimias, y como a un caballero más, se repartiría a Santiago una parte del botín que se tomara a los moros. Este Voto de Santiago se renovó e institucionalizó como ofrenda nacional en 1643 para el día de su fiesta, el 25 de julio, con Felipe IV de España. La iconografía del Santiago Matamoros, montado en un caballo blanco que arrolla a un sarraceno y blandiendo una espada, se perpetuó en la pintura y escultura española, estando presente sobre todo en las iglesias de la ruta jacobea.
El compromiso consistía, en lo material, en el pago de un impuesto extraordinario que consistía en un diezmo más de cereal cuyo beneficiario sería el Cabildo Catedralicio de Santiago, incrementando lo ya debido a la iglesia en concepto de diezmos y primicias, y que correspondía realizar a todos los campesinos de un gran territorio que comprendía desde Galicia hasta la Rioja. Espiritualmente, Santiago quedaba convertido en santo patrón de España, calidad que se le sigue reconociendo anualmente, con un acto religioso en la catedral de Santiago de Compostela, a la que acude incluso hoy en día el rey de España o alguien en su nombre (suelen hacerlo el presidente de la comunidad autónoma de Galicia, un ministro...).
La memoria de la batalla realmente sólo aparece en la crónica del obispo Rodrigo Jiménez de Rada De rebus Hispaniae (Cronicón de las cosas sucedidas en España), también conocida como Historia gothica o Crónica del toledano, en la que se describe la historia de la península ibérica hasta 1243. En la Edad Media, se intentó "hacerle la competencia" por otras instancias eclesiásticas: Gonzalo de Berceo reclamaba para San Millán de la Cogolla el copatronazgo y las mismas condiciones económicas, por haber intervenido también en la batalla.
La batalla habría tenido lugar supuestamente en el denominado "Campo de la Matanza" en las cercanías de Clavijo (La Rioja) el 25 de mayo del año 844. La verdad del hecho es discutida desde antiguo por la crítica histórica. Gregorio Mayáns y Francisco Cerdá y Rico, en el siglo XVIII, dejaron claro que pertenecía al campo de la fantasía, como los plomos del Sacromonte o los cronicones del Padre Higuera, lo que les causó no pocos problemas. Las Cortes de Cádiz abolieron el voto en 1812, junto con los privilegios del Antiguo Régimen, y en plena guerra civil española (que comenzó el 18 de julio de 1936, siete días antes de la fiesta de Santiago), Francisco Franco lo reinstauró, sólo con las consecuencias simbólicas que se continúan hoy en día.